# Sciurus aureogaster
Sciurus aureogaster (вивірка мексиканська) — вид ссавців, гризунів родини Вивіркових (Sciuridae). Є два підвиди: S. a. aureogaster (F. Cuvier, 1829) та S. a. nigrescens (Bennett, 1833).

## Поширення
Країни поширення: Гватемала, Мексика. Висота проживання: від низовин до 3800 м. Зустрічається в більшості лісових місць проживання, включаючи чагарники, листяні і вічнозелені ліси, сухі соснові дубові ліси, вторинні ліси і плантації. У сухих лісах і рідколіссях вона найбільш поширена, особливо на межі з сільськогосподарськими районами. Також зустрічається в міських районах.

## Морфометрія
Середні розміри самиць: голова і тіло довжиною 258.9 мм, хвіст довжиною 255.7, маса 505.4 гр., середні розміри самців: голова і тіло довжиною 264.1 мм, хвіст довжиною 248.0, маса 497.3 грама.

## Поведінка
Вид денний і зазвичай солітарний. S. aureogaster в основному деревні, але спускаються на землю, щоб поїсти або подорожувати з дерева на дерево. Листяні гнізда будуються на гілках дерев, від 5 до 15 м над землею. У низинах харчується фруктами і насінням. Жолуді і кедрові горіхи є основними продуктами харчування населення нагір'я. Самиці народжують від 2 до 4 малят під час сухого сезону, чорні і сірі особини можуть народитися в одному виводку.

## Загрози та охорона
Серйозні загрози не відомі. Хоча це і не вважається серйозною загрозою, в деяких районах на цей вид полюють на їжу або для запобігання пошкодження кукурудзи та інших культур. Конкретні заходи по збереженню цього виду не провадяться. Тим не менш, є кілька територій, що охороняються в межах ареалу виду.